# ATP Buenos Aires 2000
L'ATP Buenos Aires 2000 è stato un torneo di tennis facente parte della categoria ATP Challenger Series nell'ambito dell'ATP Challenger Series 2000. Il torneo si è giocato a Buenos Aires in Argentina dal 20 al 26 novembre 2000 su campi in terra rossa.

## Vincitori

### Singolare
Guillermo Coria ha battuto in finale  Alberto Berasategui con il punteggio di 6–1, 4–6, 6–4

### Doppio
Pablo Albano /  Lucas Arnold Ker hanno battuto in finale  Sergio Roitman /  Andrés Schneiter con il punteggio di 6–3, 4–6, 6–2